# Théâtre de marionnettes Chés Cabotans d'Amiens
 (mai 2016).
Si vous disposez d'ouvrages ou d'articles de référence ou si vous connaissez des sites web de qualité traitant du thème abordé ici, merci de compléter l'article en donnant les références utiles à sa vérifiabilité et en les liant à la section « Notes et références ».
Chés cabotans d'Amiens (en picard) est une compagnie de théâtre de marionnettes à tringles et à fils qui perpétue la tradition des cabotans dont le personnage le plus célèbre est Lafleur (l'équivalent du Guignol lyonnais). 
Les cabotans ont eu un grand succès à Amiens pendant le XIXe siècle et au début du XXe siècle avant de décliner avec la Première Guerre mondiale et l'arrivée du cinéma.   
Lafleur et sa femme Sandrine parlent en picard et les autres personnages parlent en français. Ce sont des marionnettes en bois (chés tchots conmédiens d'bos) avec des costumes typiques. La devise de Lafleur est « Bien boère, bien matcher et ne rien foère » (Bien boire, bien manger et ne rien faire).  

## Historique

### Les derniers théâtres réguliers
Charles Caron en dénombre quelque soixante-dix en un siècle. Beaucoup furent éphémères, d'autres durables comme l'un des premiers, celui de La Plumette (1811-1864). Ils furent surtout nombreux au début du XXe siècle. Il y en avait dix-neuf, ouverts en même temps, de 1891 à 1900. Parmi les plus célèbres, les Grandes Galères et Le théâtre des Bouffes Picards. Ces deux théâtres fixes étaient dirigés par les membres d'une même famille, les frères Barbier depuis la deuxième moitié du XIXe siècle jusqu'au début du XXe siècle. Le 8 novembre 1914, le dernier théâtre fixe d'Amiens, Les Folies Dramatiques de Jules Barbier ferme. L'un après l'autre, tous les petits théâtres de quartiers avaient été fermés, après désertion de leur public de jeunes et vieux.

### Le renouveaud'chés cabotans
En 1930, deux passionnés, René Villeret et Maurice Domon fondent La Société des amis de Lafleur : sont inscrits dans les statuts l'engagement formel de prêter leur concours à toutes les œuvres d'éducation et de bienfaisance. Édouard David président d'honneur des Amis de Lafleur, (1863 - 1932) dit « Tcho Doère », le grand ami de Lafleur, celui qui l'a le mieux connu et peint, lui faisait dire : 
| Las ! tout cho n'est pus qu'du souv'nir ! Min théiat' da ch' l'oubli s'einraque. Comm' visiteux, je n' vois pus venir Que ch' tchott' soiris qui, mitan braque, Court su' m' panche ou bien vo chucher Ch' nez de ch' prance ou l' brongn' de l' prancesse… |

Les théâtres d'Eugène Thérasse (les Amis) puis de Maurice Domon (Chés Cabotans) sont les rénovateurs de la tradition picarde. Dans les années 1960, seront créés les théâtres Ech'Réveil ed Lafleur, les Compagnons de Lafleur et dans les années 1970, le Royaume des Pantins.

### Le théâtreChés Cabotans d'Amiens
En 1933, Maurice Domon crée sa propre troupe, Chés Cabotans d'Amiens. Animateur, acteur, il écrit de nombreuses pièces du répertoire. N'ayant pas de salle attitrée pour montrer leurs spectacles, la troupe sillonne les quartiers amiénois et les routes de Picardie. En 1965, Chés Cabotans d'Amiens est municipalisé, puis en 1967 devient Théâtre de marionnettes permanent de la ville d'Amiens.
Dans les années 1960, Maurice Domon fonde une nouvelle troupe, avec notamment Françoise Rose-Auvet (décédée le 24 décembre 2018), qui en compagnie de son mari Jacques Auvet (décédé en 2009) et de son frère Guislain Rose (décédé en 2017) animeront pendant plus de 40 ans les personnages de Sandrine, de Tchot Blaise et de Lafleur. C'est Françoise Rose-Auvet qui, de 1969 à 2016, dirige le théâtre.
En 1997, un théâtre de 130 places est construit ; il accueille ainsi durablement une exposition sur les cabotans et présente au public les spectacles de marionnettes en plein cœur du quartier Saint-Leu (au 31 de la rue Édouard-David), non loin de la cathédrale ,.

## Personnages
Lafleur n'est pas seul sur scène, il est parfois accompagné par sa femme Sandrine (ou Alexandrine), son fidèle compagnon « Tchot Blaise », un adolescent dont le personnage a pris de l'importance dans le théâtre de Chés Cabotans d'Amiens. Il y a aussi le grand « Popaul caliquot » et le bourgeois avare et cupide, « Papa Tchu Tchu ».

## Répertoire
Initialement, le répertoire des théâtres de marionnettes picardes emprunte aux pièces classiques du XIXe siècle. Les marionnettistes adaptent les livrets à la scénographie propre aux théâtres de marionnettes en raccourcissant les dialogues ou monologues afin de donner plus de dynamisme au spectacle. Toutefois, cette concurrence faite au Grand théâtre d'acteurs d'Amiens ne fut pas toujours appréciée.
La bouffondrie est une pièce comique dans laquelle le rôle principal est tenu par Lafleur. Les scènes finissent classiquement par les coups de pied de Lafleur, ceci explique pourquoi Lafleur possède des jambes raides. La règle était d'introduire Lafleur, comme deus ex machina dans toutes les pièces que l'actualité et le succès conseillaient d'emprunter à la grande maison concurrente de la rue des Trois-Cailloux.
Quelques pièces des cabotans :
- El Bataye ed Quériù, Édouard David (1891)
- Lafleur, garçon apothicaire, Bouffonnerie en un acte pour cabontans, Gédéon Baril, (1901).
- El naissainche ed l'einfant Jésus, pièce pour cabotans, Édouard David  (1905).
- Ech'mariage d'Lafleur, comédie-bouffe en un acte pour cabotans, Léon Gaudefroy, Amiens (1907).
- Lafleur et ch'cot des iles (Lafleur et le chat des îles) , bouffonnerie Picarde de Jacques Varlet (2011).

## Polichinelle, lanterne magique et point de vue
En dehors des pièces, le spectacle de marionnettes picardes débutait et débute toujours par la danse de Polichinelle héritage du XVIIIe siècle. Au XIXe siècle et au début du XXe, les marionnettistes ajoutaient au spectacle des éléments de lanternes magiques, des marionnettes « métamorphoses », des danseurs chinois, des danseurs avec des corps allongés (Ch'allongeu), des tableaux historiques et le point de vue.
Dans sa brochure Les compagnons de Lafleur, le poète picard Édouard David avait assez scruté les origines, l'évolution des cabotins locaux pour donner les actes de naissance, les exacts signalements des partenaires que le Lafleur des bouffondries emploie, aide ou combat.